# Peter Ratcliffe
Peter John Ratcliffe (Lancashire, 14 de mayo de 1954) es un médico británico conocido por sus trabajos sobre la respuesta celular a la hipoxia, que le hicieron ganador, junto con William Kaelin y Gregg Semenza, del premio Nobel de Medicina o Fisiología en 2019. Trabaja en el Hospital John Radcliffe  de  Oxford, Inglaterra y entre 2004 y 2016 encabezó el Departamento de Medicina de Nuffield de la Universidad de Oxford. En 2016, fue nombrado director de investigación clínica en el Instituto Francis Crick, al mismo tiempo que se desempeñaba como miembro del Instituto Ludwig de Investigación sobre el Cáncer y director del Instituto Target Discovery de la Universidad de Oxford.

## Estudios

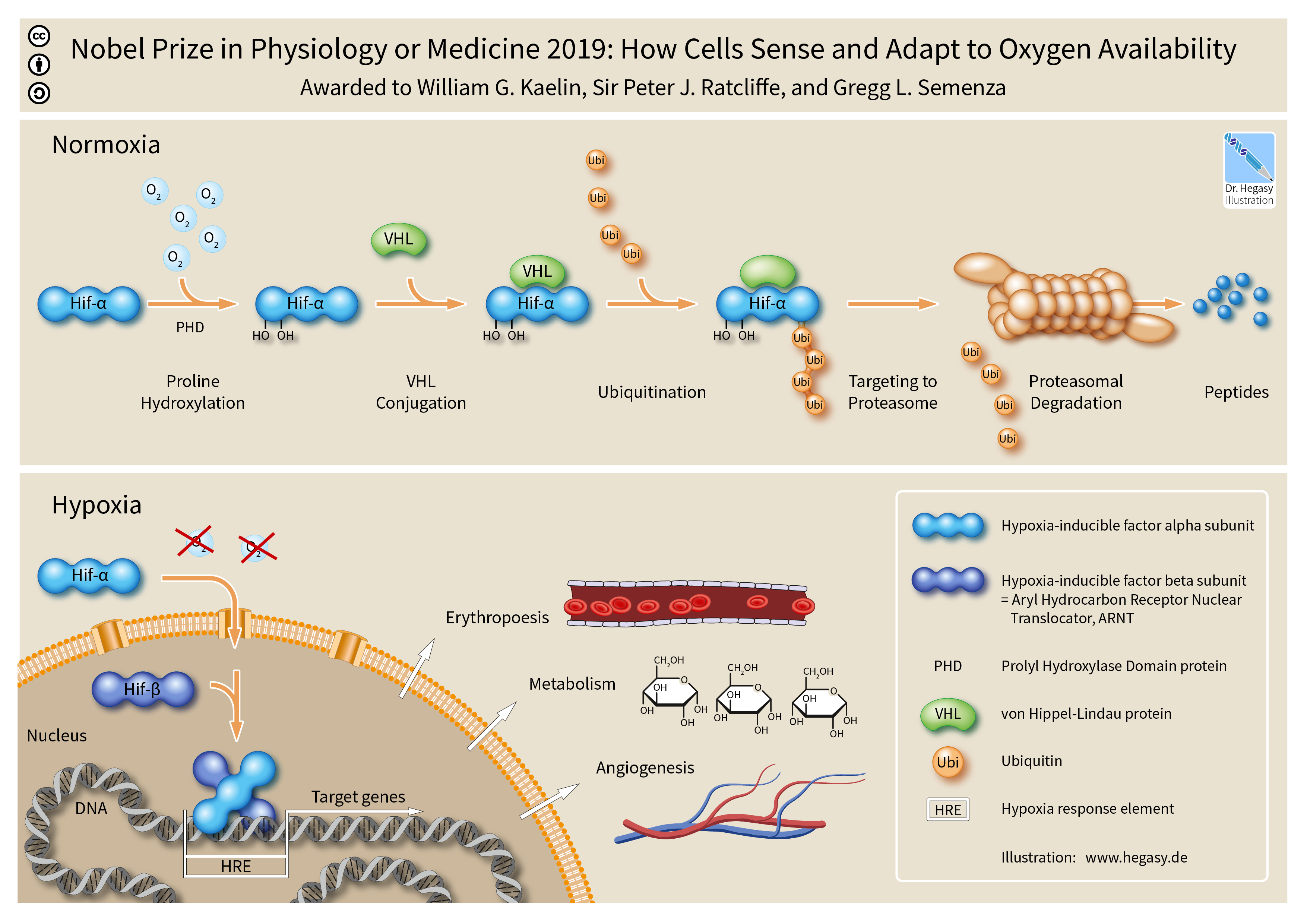
En la siguiente imagen, se le hace honor al nobel obtenido por Peter Ratcliffe, haciendo una representación gráfica que da a notar la respuesta del sistema inmunológico (células) al ataque de hipoxia.

Hijo de William y Alice Margaret Ratcliffe, Peter John Ratcliffe nació el 14 de mayo de 1954 en Lancashire. Estudió en la Lancaster Royal Grammar School y ganó una beca para el Gonville and Caius College de la Universidad de Cambridge en 1972 para estudiar medicina. Completó sus estudios en el Hospital de San Bartolomé de Londres. Luego de graduarse en 1978, se trasladó a Oxford y en la Universidad de Oxford estudió nefrología con énfasis en la oxigenación renal. En 1989, fundó un laboratorio y obtuvo una posición de investigador becario de la Wellcome Trust para estudiar las vías de detección de la oxigenación celular.

## Carrera
En 1990, a partir de fondos otorgados por la Wellcome Trust, fundó un laboratorio de hipoxia (disminución del oxígeno en la sangre) en el Weatherall Institute of Molecular Medicine. A partir de los estudios desarrollados, se descubrió que los procesos de detección de oxígeno que subyacen la producción de eritropoyetina en hígado y riñones funcionan en todas las células. Tal proceso dirige también un conjunto de respuestas sistémicas y celulares a la hipoxia, como la angiogénesis. Ratcliffe y su equipo también encontraron que la proteína VHL —supresor de tumores de Von Hippel–Lindau— interactúa con uno de los componentes del factor inducible por hipoxia, con lo que se desactivan las respuestas a la hipoxia al marcar el componente para su destrucción luego de que aumenten los niveles de oxígeno.

## Premios
Ganó el premio Nobel de Medicina o Fisiología en 2019, junto con William Kaelin y Gregg Semenza, «por sus descubrimientos sobre cómo las células sienten y se adaptan a la disponibilidad de oxígeno». Al respecto, el británico aseguró: «Hay una responsabilidad de la ciencia con la sociedad. Hemos logrado un descubrimiento que ayudará mucho a las personas. Creo que el coraje es un punto importante, nosotros creamos conocimiento». Previamente, el trío obtuvo el premio Albert Lasker por Investigación Médica Básica en 2016. En 2014, recibió el rango de caballero «por sus servicios en medicina clínica».
En 2002, se le eligió miembro de la Royal Society y de la Academia de Ciencias Médicas. Es además integrante extranjero honorario de la Academia Estadounidense de las Artes y las Ciencias. Entre otros galardones, ha recibido el premio Louis-Jeantet de Medicina (2009), el premio Internacional Canadá Gairdner (2010),, la Medalla Buchanan de la Royal Society (2017) y el premio Massry (2018).